# Giorgio Rutigliano
Giorgio Rutigliano (Potenza, 24 aprile 1958) è un informatico italiano.
È stato il SysOp del primo nodo della rete Fidonet in Italia.
Appassionato di comunicazioni telematiche e radioamatore, nell'agosto del 1984 ha aperto una BBS per sperimentare le possibilità di interconnessione telefonica. In novembre, venuto a conoscenza dell'esistenza della rete Fidonet, si è accordato con l'allora coordinatore per la zona 2, Henk Wevers, per entrare nella rete e diventare il primo nodo a sud dei Paesi Bassi. Ha coordinato l'attività della regione 33, che corrisponde all'Italia, sino al maggio del 1994 quando a seguito dell'Italian Crackdown ha deciso di chiudere la sua esperienza nel settore.
Oggi lavora in una società di informatica e telecomunicazioni di Potenza, di cui è socio fondatore.